# Барандин, Евгений Вячеславович
Евгений Вячеславович Барандин (15 февраля 1971, Вологда) — советский и российский футболист.

## Карьера
Воспитанник СДЮСШОР № 3 (Вологда). С 1991 по 2004 год выступал за местную команду. Всего в первенствах страны он провел за неё более 400 игр, в которых забил 55 голов. Его штрафные удары неоднократно приносили «Динамо» победы. После окончания игровой практики перешел на тренерскую и административную работу в родной клуб.
Когда вологодская команда лишилась профессионального статуса, Барандин начал свою карьеру чиновника. С 2013 по 2015 год он был директором вологодской «СДЮСШОР № 3». В июле 2015 года был назначен на пост начальника управления культуры и массового спорта города Вологды.

## Образование
Выпускник факультета физической культуры Вологодского пединститута. Окончил Высшую школу тренеров при Российском государственном университете физической культуры и туризма. Имеет тренерскую лицензию категории «Б».